# Камандона
Камандо̀на (на италиански: Camandona; на пиемонтски: Camandon-a, Камандон-а) е село и община в Северна Италия, провинция Биела, регион Пиемонт. Разположено е на 792 m надморска височина. Населението на общината е 366 души (към 2010 г.).